# Owl Fisher
Owl Fisher, bürgerlich Ugla Stefanía Kristjönudóttir Jónsdóttir (* 20. Jh.), ist eine isländische nichtbinäre Person, die als Journalistin und Transgender-Aktivistin bekannt ist. Fisher wurde 2019 für ein Porträt der britischen Reihe BBC 100 Women ausgewählt.

## Aktivitäten
Fisher hat einen Magister in Gender Studies.
Als Vorsitzende der Organisation Trans Iceland spielte Fisher eine zentrale Rolle bei der Ausarbeitung von Rechtsvorschriften zur Ausweitung der Rechte von transsexuellen und nichtbinären Personen in Island. Von 2015 bis 2019 half Fisher in Zusammenarbeit mit Kitty Anderson von Intersex Island und mit isländischen Gesetzgebern bei der Entwicklung des isländischen Gesetzes zur Geschlechterautonomie (Gender Autonomy Act), das im Juni 2019 verabschiedet wurde. Fisher kritisierte die endgültige Fassung, weil die ursprünglich enthaltenen Bestimmungen gegen medizinische Eingriffe bei Intersexualität gestrichen worden waren.
Fisher arbeitet mit der britischen Bürgerrechtsorganisation All About Trans, die sich für eine bessere Darstellungsweise von Transgender-Personen in Medien einsetzt. Insbesondere wirkt Fisher aktivistisch gegen soziale und rechtliche Einschränkungen durch die binäre Geschlechterordnung und heteronormative Sexualvorstellungen. Fisher schrieb mehrere Artikel für britische Zeitungen, darunter den Guardian, den Independent und das lesbische Magazin Diva.
Seit 2016 arbeitet Fisher als Co-Regisseurin und Produzentin mit Fox Fisher an dem Filmprojekt My Genderation, das in einzelnen Kurzfilmen das Leben und die Erfahrungen von transsexuellen und Transgender-Personen porträtiert.
2018 veröffentlichten Owl und Fox Fisher den Ratgeber Trans Teen Survival Guide, der Transgender- und nichtbinären Jugendlichen Hilfestellungen in ihrer persönlichen Entwicklung und Selbstfindung gibt.
 Privatleben
2016 zog Owl Fisher nach Großbritannien und lebt mit dem ebenfalls nichtbinären Partner Fox Fisher in Brighton. Beide Namen – englisch Owl, isländisch Ugla – bedeuten „Eule“ (Vogel). Fisher beansprucht das geschlechtsneutrale Pronomen they (im Deutschen unübersetzbar).

## Werke
- zusammen mit Fox Fisher: Trans Teen Survival Guide. Jessica Kingsley Publishers, London/Philadelphia 2018, ISBN 978-1-78592-341-8 (englisch; Besprechung).

## Belege
1. 1 2 3 4 5 6  
Alphabetische Liste: BBC 100 Women 2019: Who is on the list this year? In: BBC.com. 16. Oktober 2019, abgerufen am 21. Dezember 2021 (englisch; Abschnitt: „Owl Fisher“).
2. ↑  Anmerkung: Hinweise auf Geburtstag und -ort von Owl Fisher sind in keiner Veröffentlichung aufzufinden.
3. ↑  
Trans-Poster: Owl: “Demand respect for who you are”. 2017 (englisch; PDF: 455 kB, 1 Seite auf gmmh.nhs.uk).
4. ↑  
Isaac Würmann: Beyond The Binary: Ugla Stefanía On Trans Rights In Iceland. In: Grapevine.is. 2. August 2016, abgerufen am 22. Januar 2020 (englisch).
5. 1 2  
Andie Fontaine: Icelandic Writer And Trans Activist Amongst BBC’s 100 Women 2019. In: Grapevine.is. 16. Oktober 2019, abgerufen am 22. Januar 2020 (englisch).
6. ↑  
Jelena Ćirić: Set to Rights: Iceland’s New Gender Autonomy Act. In: Iceland Review. 14. Oktober 2019, abgerufen am 22. Januar 2020 (englisch).
7. ↑  
Andie Fontaine: Iceland Passes Major Gender Identity Law: “The Fight Is Far From Over”. In: Grapevine.is. 19. Juni 2019, abgerufen am 22. Januar 2020 (englisch).
8. ↑  
Künstlereintrag: Owl Fisher. In: The Guardian. September 2019, abgerufen am 22. Januar 2020 (englisch).
9. ↑  
Künstlereintrag: Owl Fisher. In: The Independent. 2020, abgerufen am 22. Januar 2020 (englisch).
10. 1 2  
Mary Emily O’Hara: This Trans Activist Became a Target Just For Being in a Lesbian Magazine. In: Them.us. 2. Juli 2018, abgerufen am 22. Januar 2020 (englisch).
11. ↑  Offizielle Website: My Genderation. 2016–2020, abgerufen am 22. Januar 2020 (englisch).
12. ↑  
Buchbesprechung: Trans Teen Survival Guide – Kirkus Review. In: KirkusReviews.com. 26. Juni 2018, abgerufen am 22. Januar 2020 (englisch).

| Personendaten    | Personendaten                                                            |
| ---------------- | ------------------------------------------------------------------------ |
| NAME             | Fisher, Owl                                                              |
| ALTERNATIVNAMEN  | Ugla Stefanía Kristjönudóttir Jónsdóttir                                 |
| KURZBESCHREIBUNG | nichtbinäre isländische Journalistin, Filmemacherin und Trans-Aktivistin |
| GEBURTSDATUM     | 20. Jahrhundert                                                          |